# 奥会津博物館
奥会津博物館（おくあいづはくぶつかん、Okuaizu Museum）は、福島県南会津町にある博物館。奥会津の伝統文化を保存、伝承するため、有形の民俗文化財を展示、収蔵している。

## 概要
1994年（平成6年）、南会津町として合併する前の旧田島町総合歴史民俗文化財保存施設条例の規定に基づき、奥会津地方歴史民俗資料館として開館した。2004年（平成16年）には博物館法第10条に規定する登録博物館となり、2009年（平成21年）に現在の名称に改称した。
収蔵、展示品は、国の重要有形民俗文化財として指定されている奥会津の山村生産用具及び民家（馬宿）5,058点1棟を主体としている。これは、最初、1982年（昭和57年）4月21日に、奥会津の山村生産用具4,871点として指定され、さらに、かつて下野街道に所在し、歴史民俗資料館敷地内に移築復元された民家（馬宿）およびそれに関わる運搬用具187点が1990年（平成2年）3月29日に追加指定され、指定名称が変更されたものである。
その文化財の収蔵、展示施設として開館したもので、これら国指定の重要有形民俗文化財を含む約23,000点の郷土の有形の民俗文化財を収蔵している。展示館では、うち約3,000点を奥会津地方の地域的特徴を考慮し、系統だてて、山仕事関係用具、農業・漁撈関係用具、運搬関係用具の「山・川・道」といったテーマごとに区分し、展示している。屋外では、国指定の文化財のほか、県・町指定文化財である移築復元民家などを展示している。

## 主な収蔵・展示品
- 奥会津の山村生産用具及び民家（馬宿）（国の重要有形民俗文化財）
  - 農具571点、山樵用具188点、養蚕用具135点、染織用具1,488点、木地用具599点、杓子へら打ち用具124点、木羽打ち用具32点、太鼓胴作り用具44点、下駄作り用具243点、桶屋用具158点、屋根ふき用具40点、石工用具143点、鍛冶用具126点、蹄鉄用具187点、藁仕事用具286点、狩猟・漁撈用具158点、運搬用具484点、その他52点、かつて福島県南会津郡田島町大字糸沢字今泉平903番地に所在した民家（馬宿）1棟

移築復元された民家は、「今泉の馬宿（旧大竹家住宅）」といい、下野街道（会津西街道）に所在した馬宿で、近世から近代初期にかけて、若松城下から日光・今市までの下野街道を行き来した中付駑者（なかつけどしゃ）の専用宿。1801年（享和元年）に創建されたもので、曲り屋形式で、屋根はL字型の寄棟造り茅葺きとなっている。正面入り口から入ると広いニワ（土間）があり、右側に輸送に使役された馬を繋ぐウマヤ（馬屋）が2房あり、その奥に板張りのシモノユルイ（駑者用の部屋）が備わり、またニワの左側に面する駑者の宿泊の用に供された板張りのカッテ（勝手）が広いなど、馬宿としての特徴が備わっている。
- 旧猪股家住宅（福島県指定重要文化財）
- 染屋（旧杉原家住宅）（南会津町指定重要有形民俗文化財）- 予約、有料により、移築復元家屋内で藍染め体験ができる。
- 旧山王茶屋（旧渡部家住宅）（南会津町指定重要文化財）- 古民家レストラン「山王茶屋」として活用されている。
- 炭焼小屋、木地小屋
- 細井家郵便資料（南会津町指定有形文化財）[2]

## 利用
- 開館時間 午前9時から午後4時まで、年中無休
- 入館料

個人 大人300円、高校生200円、小･中学生100円
団体 大人250円、高校生150円、小･中学生50円
- 交通 会津鉄道会津線会津山村道場駅　徒歩約15分

## 付属施設等

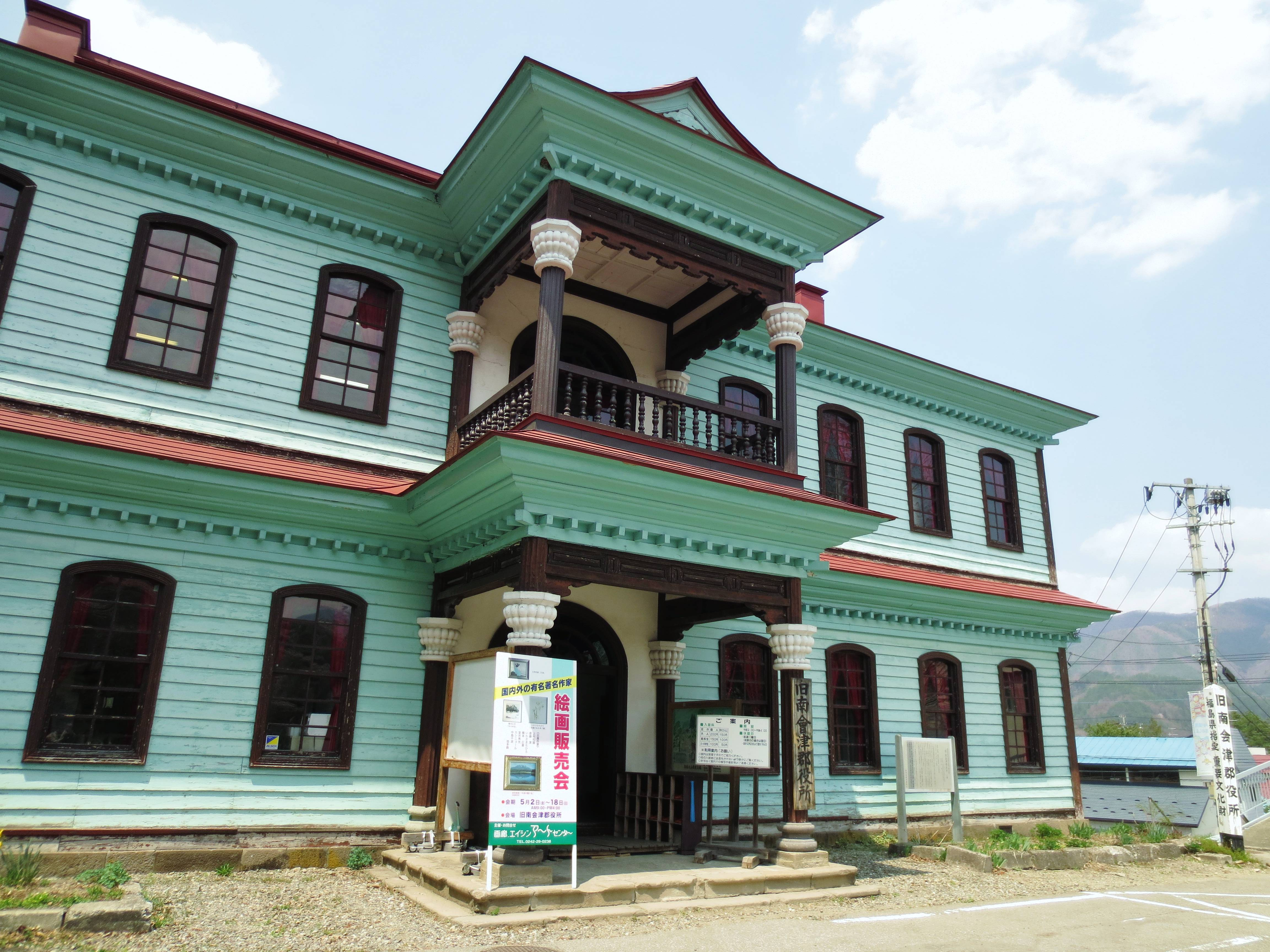
旧南会津郡役所

- 旧南会津郡役所（福島県指定重要文化財）
- 奥会津博物館・舘岩館
- 奥会津博物館・伊南館
- 奥会津博物館・南郷館